# Friedrich Layriz
Friedrich Ludwig Christoph Eduard Layriz, auch Fridrich Layriz, Friedrich Layritz und Friedrich Lairitz (* 30. Januar 1808 in Nemmersdorf; † 18. März 1859 in Unterschwaningen) war ein deutscher lutherischer Pfarrer und Hymnologe.

## Leben und Werk
Friedrich Layriz stammte aus einer fränkischen Familie. Er wurde geboren als Sohn des Friedrich Wilhelm Anton Layriz (* 1771), Justizamtmanns in Weidenberg und Ziviladjunkts in Bayreuth, und der Tochter des Pfarrers in Nemmersdorf und Laienmediziners Johann Christoph Ulmer. Er besuchte die Schule in Bayreuth und studierte Evangelische Theologie an den Universitäten Leipzig und Erlangen. In Erlangen wurde er geprägt durch die Erlanger Theologie um Christian Krafft und Karl Georg von Raumer. Er wurde Pfarrer, von 1837 bis 1842 versah er den 2. Pfarrdienst in der St.-Johannis-Kirche in Hirschlach, dann ab 1842 als Stiftsprediger in St. Georgen (Bayreuth). 1846 wurde er nach einem literarischen Streit mit dem Pfarrer Elias Sittig um das zukünftige bayerische Gesangbuch nach Unterschwaningen versetzt. In 1847 heiratete er Louise Auguste Eleonore Freiin von Stein zu Nord- und Ostheim (* Meiningen 20. April 1820, † Neuendettelsau 26. März 1874), Tochter des Dietrich Freiherr von Stein zu Nord- und Ostheim (1793–1867), sachsen-coburg-gotha. Staatsminister, und der Henriette (1793–1869) geb. Freiin von Günderrode.  Ihr Sohn war Wilhelm Max Anton (* Unterschwaningen 10. Januar 1857, Evangelischer Pfarrer u. Missionar, † Georgenholtz, Transvaal 27. Dezember 1883)     
Layriz’ Bedeutung liegt in der Sammlung und Wiederentdeckung der lutherischen Choräle aus der Zeit vor der Aufklärungstheologie, die weithin stark überarbeitet oder ganz in Vergessenheit geraten waren, und ihrer ursprünglichen polyrhythmischen Melodien. 1844 veröffentlichte er den programmatischen Kern des deutschen Kirchenlieds von Luther bis Gellert mit 450 Kirchenliedern, der großen Einfluss auf die Gesangbuchgestaltung in Bayern (1854), Deutschland und bei den deutschsprachigen Lutheranern Nordamerikas haben sollte. Die Sammlung und die im Anschluss daran von Layriz herausgegebenen Choralbücher waren keine historisch-kritische Ausgaben, sondern für den praktischen Gebrauch bestimmt. Es finden sich daher auch Ergänzungen und Umgestaltungen durch Layriz darin, so etwa die bis heute in evangelischen Kirchen gesungenen Strophen 3 und 4 von Es ist ein Ros entsprungen (EG 30).
Auch im Bereich der Liturgik war Layriz tätig. Er forschte über den Gottesdienst im Reformationszeitalter und war verantwortlich für den musikalischen Aspekt der Agende von Wilhelm Löhe.

## Werke
- CXVII Geistliche Melodien: meist aus dem 16. und 17. Jahrhundert. Bläsing, Erlangen 1839.

2. Auflage: Geistliche Melodien meist aus dem 16. und 17. Jahrhundert in ihren ursprünglichen Tönen und Rhythmen: zum Gebrauche für Schule und Haus. Erlangen: Bläsing 1848
- Offener Sendbrief an die protestantische Geistlichkeit Bayerns diesseits des Rheins in Betreff der Gesangbuchsreform. Bayreuth 1843.
- Kern des deutschen Kirchenlieds von Luther bis auf Gellert. Nördlingen 1844 (Digitalisat der UB Greifswald)
- Kern des deutschen Kirchengesangs: Eine Sammlung von CC. Chorälen meist aus dem 16. und 17. Jahrhundert in ihren ursprünglichen Tönen und Rhythmen mit alterthümlicher Harmonie vierstimmig zum Gebrauche für Kirche und Haus. C. H. Beck, Nördlingen 1844.

3. Auflage. als: Kern des deutschen Kirchengesangs, zum Gebrauch evangelisch-lutherischer Gemeinden und Familien. C. H. Beck, Nördlingen 1854 (Digitalisat in der Google-Buchsuche).
- Die Liturgie eines vollständigen Hauptgottesdienstes nach lutherischem Typus nebst Ratschlägen zu deren Wiederherstellung. Nördlingen: C.H. Beck 1849.
- Liturgische Gemeingesänge zum evangelisch-lutherischen Haupt- und Nebengottesdienst. C. H. Beck, Nördlingen 1855.
- 225 Melodien deutscher Kirchengesänge: meist aus dem 16. und 17. Jahrhundert, in ihren ursprünglichen Rhythmen und Tönen. M.C. Barthel, St. Louis 1865 (Digitalisat in der Google-Buchsuche).